# Melaneremus marianae
Melaneremus marianae är en insektsart som beskrevs av Joyce Winifred Vickery och D.K.M. Kevan 1999. Melaneremus marianae ingår i släktet Melaneremus och familjen Gryllacrididae.

## Underarter
Arten delas in i följande underarter:
- M. m. marianae
- M. m. rotaensis